# ロージー・スウェイル・ポープ
ロージー・スウェイル・ポープ（英語: Rosie Swale-Pope、1946年10月2日 - ）はイギリスの作家、冒険家、マラソンランナー。
果敢な冒険と人類への貢献に対して大英帝国勲章（MBE）を授与された人物である。5年で世界一周を達成し、ロシアの孤児を支援する慈善団体に寄付金25万ポンドを集めた。小型ヨットを操り大西洋3,000マイル (4,800 km)を単独横断、チリ単独縦断を馬に乗って実現するなど、それぞれの冒険でたとえば前立腺がんの早期診断の重要性を広めるなどメッセージを発し、公益事業団体への寄付金を集めた。
74歳を迎えた2020年も感染症の拡大を注視しながら、イギリス国内で長距離を走破する挑戦を続ける。

## 前半生
スイスのダボス生まれ、旧姓はグリフィン。スイス人の母は結核の療養中で、アイルランド人の父ロニー・グリフィンはイギリス軍に勤務していたため、地元の郵便配達員の家庭で養育される。2歳のときに実母を亡くし、アイルランドのリムリック州アスキートンに住む父方の祖母のもとへ送られる。祖母カーリーは変形性関節症で寝たきりだった。
父は再婚して妻を連れてアイルランドに戻るが、5歳の娘は母の家に預けたままだった。フランス人の継母マリアンと父の間にモード、グレード、ニコラス、ロニーの4人が生まれ、ロージーは祖母と暮らして、親をなくしたロバ4頭、ヤギ7頭、クレオパトラと名付けて可愛がった牛の世話を続けた。やがて乗馬を習うと黒馬の「コロンバイン」に乗り、田園地帯を散策するようになる。
いっしょに暮らした祖母は非常に信心深く、地元の学校に孫を通わせると悪い影響を受けると心配して自宅学習をさせる。授業は主に、毎日の日課について作文を書くことで、後に旅行や冒険の経験を文章にまとめるときに役立った。
父は1957年に亡くなり、13歳のロージーは厳格な寄宿制女子中学に入学するためコークに送られた。
高校を卒業し、18歳で地方紙『サレー・アドバタイザー』で記者の仕事を得るものの長続きせず、ほぼ荷物も資金もないままヒッチハイクでインド（デリー）、ネパールやロシアを旅した。
20代前半にコリン・スウェールと結婚、夫妻は娘のイブが生まれると、もともと住んでいたロンドンの小さなアパートを引き払い、30フィート (9 m)のカタマランを「アネリーゼ号」と命名して船旅に出る（船名は写真でしか知らないアイルランドの妹の名前）。イタリアで息子のジェームズが誕生。

## ヨットで世界一周

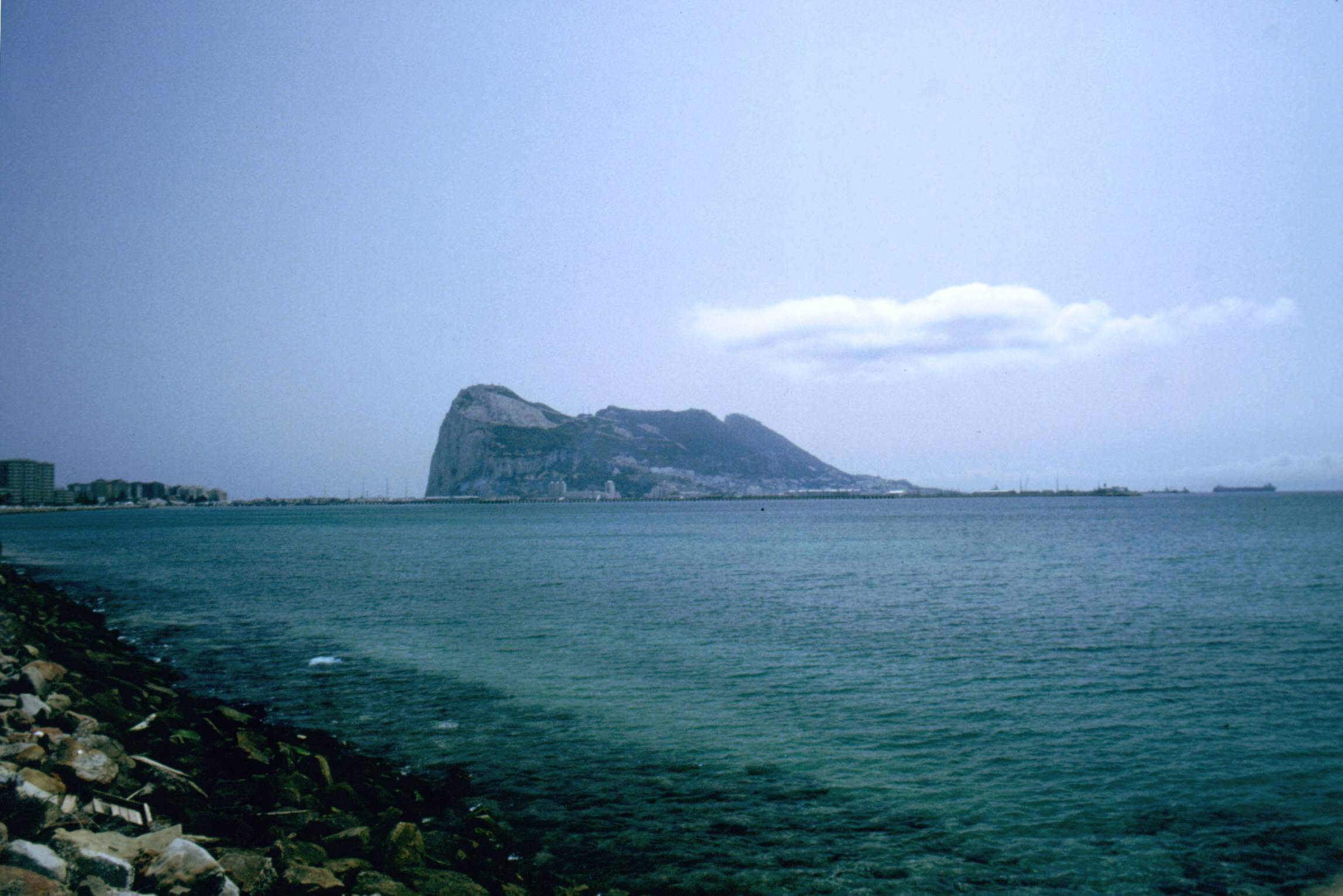
世界一周の出発点はジブラルタル

ヨットで世界一周を計画したロージー・スウェイルは1971年12月、夫のコリンと娘のイブを「アネリーゼ号」に乗せ、ジブラルタルからオーストラリアを経由して世界をめぐる旅に出発する。スポンサーにはイギリスの新聞『デイリー・メール』とテレビ網ITN（Independent Television News）の一部が付き、カメラを渡され旅行に関する独自のニュースレポートを記録するように手配が整う。全行程は30,000マイル (48,300 km)、大西洋を越えパナマ運河を通ると、太平洋をわたってガラパゴス諸島、マルケサス、タヒチ、トンガに停泊し、1973年にオーストラリアに到着した。ホーン岬を通った初のカタマランという記録を残した。

## 大西洋を横断
ウェールズの牛舎で見つけて「フィエスタ・ガール」と名付けたカッターは、全長17フィート (5.2 m)という小型ヨットである。単身、小型ヨットでイギリスからアメリカへ大西洋を横断する計画には先駆者があり、その女性の4番目を目指していた。最初は1952年から1953年にかけてアン・デイヴィソンが達成、ついでニコレット・ミルンズ・ウォーカー（1972年）、クレア・フランシス（1973年）の記録がある。また資金を調達したい目標もあり、ロンドンのロイヤルマースデン病院（en）でCATスキャナーの購入代金にあてるためだった。コリン・スウェイルとはすでに離婚しており、旅行の準備中にボートの装備を請け負った男性がクライヴ・ポープである。船乗りで写真家のポープは、2番目の夫になる。
ウェールズのペンブロークを出発した1983年7月13日、ヨットはアゾレス諸島とカリブ海諸島に向かった。ごく基本的な装備であり星を読んで進路を決め、石油タンカーとの衝突を危うく回避したこともある。プエルトリコの北100マイル (160 km)に近づいた時点で5日間、飲まず食わずのため意識を失いそうになる。嵐で船外に放り出され、溺死寸前の目にもあった。全行程4,800マイル (7,720 km)70日間の終着点はニューヨーク州スタテンアイランド、タイメックスの腕時計と星に導かれて入港した。

## 馬でチリ縦断

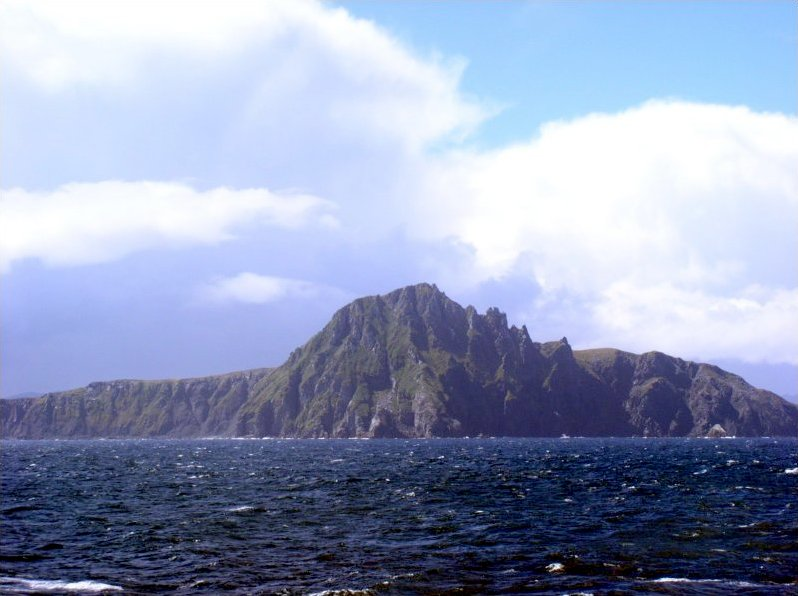
南アメリカの南端にあるチリのホーン岬

大西洋横断を終えて帰宅したスウェイル・ポープは1年後にはホーン岬をもう一度見たいと願い、3,000マイル (4,830 km)の馬上の旅を計画する。チリ縦断の旅はアントファガスタの北港から始まり、ホーン岬まで彼女を乗せた馬には「オルネロ」と「ヨルゴリオ」と名づけた。どちらもチリ産アキュレオス馬である。1492年、スペインの征服者が馬産地ロス・リンゲス（Los Lingues）のアキュレオ牧舎の馬をチリに導入したという故事がある。
今回の出発地ではチリの憲兵隊を率いるセサル・メンドーサ将軍（en、後の軍閥首班）に出会う。オリンピックに馬術競技で出場経験のある乗馬家であり、将軍から庇護の確約を取りつけると、スウェイル・ポープは1984年7月22日にアントファガスタを離れる。約束どおり、行程の第1ステージには武装した護衛が同行した。出発前の計画では4ヵ月と見積もった馬の旅は、実際には14ヵ月を要することになる。旅の第1週に砂漠地帯で嵐に遭遇、連れていた予備の馬も装備もすべて散乱した。その後、体勢を立て直して進むうち落馬で肋骨を2本折っている。また南部の熱帯雨林で道から外れてしまい、食糧を使い果たして餓えに苦しんだ。悪天候のせいで日程は延び、ホーン岬到着は1985年9月2日、出発から合計409日かかった。チリで出会った体験は#自著『Back to Cape Horn』（1986年、仮題『ホーン岬に戻る』）にまとめた。

## 徒歩レース、ランニング、マラソン

### ウェールズを徒歩で
冬のウェールズを歩くため、自宅のあるテンビー（Tenby）に近い海岸を出発点に、小型テントを含め必需品をすべて自力で運んで進んだ。夫のクライヴがサポートに付き、仕事のない時は一緒に歩いた。1,375マイル (2,213 km)の旅を完結し、紀行文は#自著『Winter Wales』にまとめて出版した。

### ロンドンマラソン
1995年、初めてロンドンマラソンに参加し6時間でゴール。最も記憶に残るスポーツの瞬間と表現した。

### サハラ砂漠

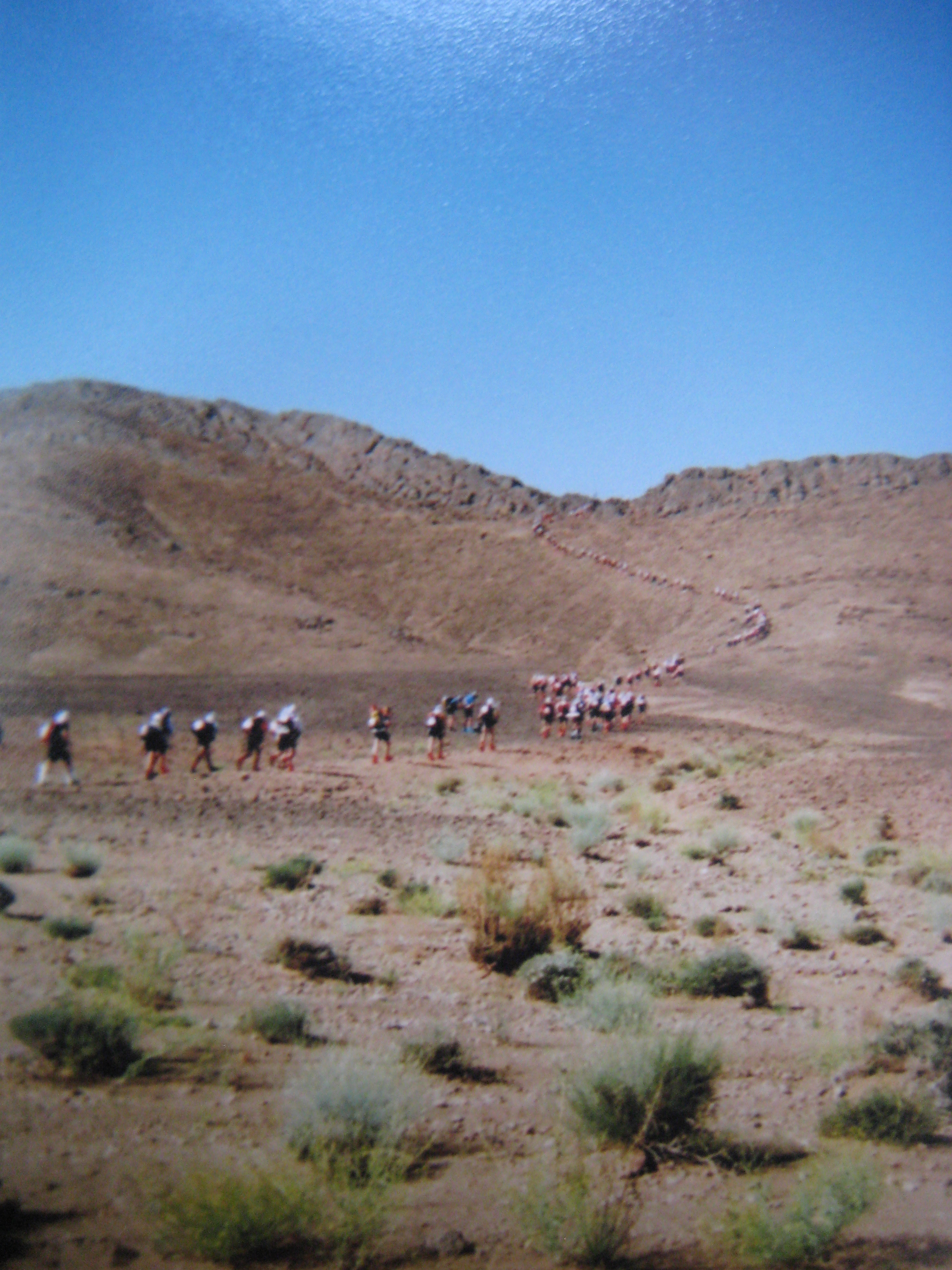
マラソン・デ・サーブル。参加者の行く手には大きな尾根が待ち構えている。

1997年にサハラ砂漠を越えて243kmを完走、「地球上で最もタフな人力レース」と呼ばれるこの「マラソン・デ・サーブル」は6日間以内に完走する規定で、総距離は通常のマラソン5.5回分に相当する。参加者は全員、必要なものをすべてバックパックに詰めて自分で背負って走った。

### アイスランド
アイスランドを横断してソロで完走した1999年には北極圏から首都レイキャビクまで1,610 kmを走りとおした。

### ルーマニア
2回目のサハラ横断を実現する2000年、スウェイル・ポープはルーマニアを横断してハンガリーとの国境に着いた。

### 南アフリカ・ウルトラマラソン
千年紀を記念して長年の野望を達成しようと、世界で最も歴史が長い最長のウルトラマラソン「コムレード・マラソン」（Comrades Marathon）で90 kmに挑戦して、南アフリカのクワズール・ナタール州の州都ピーターマリッツバーグと沿岸都市のダーバンの間を無事に完走。このレースの順路は毎年出発地とゴールが入れ替わり、ダーバンから出発するアップラン、出発点がピーターマリッツバーグのダウンランがある。スウェイル・ポープはその往復つまり2回分を11時間1分1秒で完走し、銅メダルを授与された。同レースはエベレスト登頂に匹敵すると言われる。

### アルバニア
2000年にマケドニアからバルカン半島を駆け抜けるが、紛争地帯であり、途中で銃を突きつけられる事態もあったが、なんとか危険をのがれて国境に到達した。2001年4月11日にスコピエに飛ぶと、当時は閉鎖中の国境を越えてコソボに入り、やはり閉鎖された国境を抜けるとモンテネグロに入る。深い雪の中、無人の村むらをすぎ24時間走り続け、アルバニア北部に着いた。

### キューバ
キューバ横断の行程は2,190 kmを想定し、2001年11月8日に走り始める。重さ12 kgのバックパックを背負い、毎日、そして夜間も数回走り続けた。睡眠は軽量のツェルトを張って野宿でとる。食事は米とサトウキビに頼り、外国人の身の安全を確保しようとする現地警察の目にわずらわされた。日程にはハバナマラソンを織りこんであり、4時間52分で完走。キューバを西から東へソロで横断するマラソンはNPO団体「エイジ・コンサーン」Age Concern の募金活動であり、直線距離にして1,210 km（750マイル）のところを道路脇や熱帯雨林の中で野宿しながら1,610 km（1,000マイル）進んだ。ほぼ7週間かかって2001年のクリスマス当日、ゴール地点の灯台が立つマイシ岬に到着した。

### カーディフマラソン

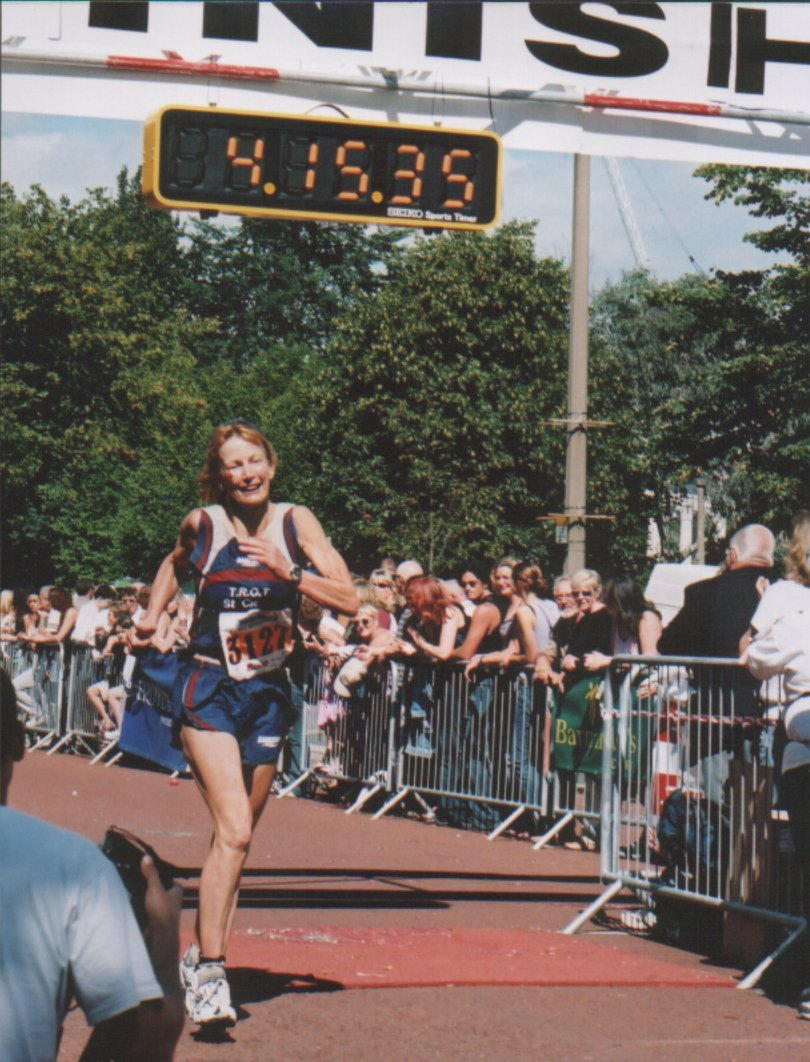
カーディフマラソンは2002年に完走。

前立腺がんで夫クライヴ・ポープを亡くした10週間後、入院していたウェールズ西部の地域病院に寄付金を集めるため、2002年にカーディフマラソンに出場する。ゴール地点のおよそ10km（6マイル）手前でひどい転倒をしながらも4時間15分35秒でゴールイン。55歳の最速ランナー賞を受賞した。

### ネパール
2003年4月、ネパール北西部の「隠されたヒマラヤ」と呼ばれる遠隔地で農村の開発事業を行う小さな慈善団体「ネパールトラスト」の資金集めを計画すると、ネパールの東から西まで1,700キロメートル (1,060 mi) を68日で結ぶという世界新記録を樹立した。また同地域の中心地シミコットに仮設保健所を開く案に賛同し、8千アメリカドル超の寄付金を集めている。

## マラソンで世界一周
2番目の夫であるクライヴ（73歳没）を2002年に亡くした直後は、マラソンの目的を前立腺がんの治療と、キーテジ（ロシア）にあり子供を教育しケアする孤児院のために募金を集めることにした。
サポート隊をともなわないこと、最小限の物資と資金援助で取り組むことを条件に決め、できるだけ多くの陸地を縫って北半球を走ろうとする。出発日は自身の57歳の誕生日当日、2003年10月2日と定め、出発点は故郷ウェールズのテンビーを選んだ。最初の足跡は自宅正面の階段の敷石に刻んである。自宅を貸家にして資金を手当てすると、特注の小さな食料カートに最低限のキャンプ用品を積み、旅が始まった。
ロシアのモスクワ到着は2004年4月5日、およそ1年半足らずのちの2005年9月15日に同国の極東部マガダンに入った。冬のアラスカで極限状態に直面して中断したのち再出発を2006年4月17日に迎えると、半年後の同年10月にはカナダのエドモントンにいた。出発からまる4年後の2007年10月2日、アメリカ・ニューヨーク市に到着。
スウェイル・ポープはベッドと物資保管庫兼避難所として特注のカートを引きながら走った。息子のジェームズによると支援者が現在地を緊密に追尾し、ウェブサイトを定期的に更新してメッセージを発信していたという。支援者のひとりジェフ・ホールはスウェイル・ポープが食料と物資を補給できるように、世界各地に補給地点を確保した。
フェロー諸島では、スウェイル・ポープは夜景を楽しむ深夜の徒歩ツアーに参加した。また旅先で招かれて文化に関する講演をしている。銃を持った裸の男との遭遇、シベリアオオカミが1週間にわたり並走した様子や、予定外のシカゴマラソンを走る方策として旅程を休んだ件について述べている。
最小限の食料で旅を続けるうち、ロシアのバイカル湖近くで体調を崩してしまう。おそらくはマダニに噛まれ感染症にかかったと考えられるが、意識が混濁したままバス専用道路に迷いこんで失神した。通りかかったバスに発見され、病院に運びこまれている。アラスカでは零下の極寒（−60 °F (−51.1 °C)）に対処しようとしたが、夜中に寝袋のなかで凍死寸前に陥る。吹雪で足止めされたユーコン川近辺では、足に凍傷を負って歩けなくなり、とうとう最終手段としてウェールズの友人に助けを求めている。連絡を受け、アラスカ州兵に電話をかけた友人のおかげで保護され、迅速に治療を受けたおかげで足を失わず、その後、再び走り続けることができた。
セントジョンズ（ニューファンドランド）から飛行機でカナダを離れた2008年1月24日からアイスランドへ向かう同年2月9日までの短期間を利用し、グリーンランドを訪問して戻ると、アイスランド東部から旅程を再開するが氷上で転倒したときに骨盤を骨折、肋骨を数本傷めた。それでも最寄りの人家に助けを求めようと歩きつづけ、ころんだ地点から3 km強の地点で発見され、医師の元に運ばれる。160 km先まで人家はなかったという。
アイスランドからフェリーでスコットランド最北端のスクラブスター入りするのは2008年6月18日である。出発点の故郷テンビーまで走り始めると、両足の疲労骨折により最後の数キロは松葉杖で進んだが、2008年8月25日現地時間14時18分、とうとう自宅に帰り着き世界一周を終えた。地域住民ばかりか、当日は国の休日バンクホリデーにあたり、大群衆が帰国を見守り、家に帰ってきた姿をひとめ見ようと取り巻いた。スウェイル・ポープの総移動距離は3万4000kmと記録された。

## トリビア
世界一周マラソンの経験は2009年5月28日に#自著『Just a Little Run Around the World: 5 Years, 3 Packs of Wolves and 53 Pairs of Shoes』として書籍化された（仮題：『世界一周ひとっ走り：5年、オオカミの群れ3回、靴53足』）。
イギリスのプログレッシブロックバンド「Big Big Train」（en）は「The Passing Widow」（アルバム『The Second Brightest Star』（英語））の歌詞で世界一周マラソンを続けるスウェイル・ポープをとらえた。

### シカゴマラソン
世界一周マラソンの途上、2006年にカナダのエドモントンに到着すると予定を1週間あけた。チャリティー活動を支援する招待選手としてシカゴマラソンに参加する。4時40分かけて完走するとエドモントンに戻り、ふたたび世界一周計画を再開した。

### アイルランド
がんの知識普及を訴えるため、アイルランドの東海岸沿いにロスレアとジャイアンツ・コーズウェーを結ぶ380kmのコースを設定したスウェイル・ポープは、「アイスバード」と愛称をつけたカートを引くと2009年9月に出発する。誕生日の2009年10月2日、2003年に世界一周マラソンに着手したのと同じ日に完走すると、ウィックロー山地はこれまでで最も厳しい難所のひとつだと述べた。

### アメリカ横断
ニューヨークからサンフランシスコまで、2015年にアメリカ横断3,371マイル (5,425 km) を走り始めた。

## 栄誉栄典と支援活動
イギリス恒例の新年の王室栄典リストの2008/2009年版では、スウェイル・ポープの慈善基金に対してMBEを授与すると発表され、エリザベス2世女王から叙勲された。そのほか国際ロータリーのポール・ハリス・フェローシップ、マーガレット・ゴールディング賞、また王立スコットランド地理協会フェローに選ばれている。大西洋横断単独航海の完遂に対して、ニュージャージー州知事から特段の言及があった。
スウェイル・ポープは支援者の顔も持ち、ネパールのヒマラヤ地帯の隔絶した村で恵まれないコミュニティとの協働を支える団体「PHASEワールドワイド」のパトロンを務める。

## 著作
| 書名                               | 出版社                             | 発行年 | ISBN           |
| ---------------------------------- | ---------------------------------- | ------ | -------------- |
| Rosie Darling                      | Macmillan                          | 1973   | 978-0330240000 |
| Children of Cape Horn              | HarperCollins                      | 1974   | 978-0236177134 |
| Libras Don't Say No                | Elek (Paul) (Scientific Books) Ltd | 1980   | 978-0583134651 |
| Back to Cape Horn                  | HarperCollins Publishers Ltd       | 1986   | 978-0002174152 |
| Winter Wales                       | Golden Grove                       | 1989   | 978-1870876162 |
| Just a Little Run Around the World | HarperTrue                         | 2009   | 978-0007306206 |

### テレビ出演
チャンネル4のドキュメンタリー番組『Revenge of the Rain Gods』（仮題『雨の神々のたたり』、サイモン・ノーマントン監督）はマヤ文明の地域を旅した経験がテーマで、スウェイル・ポープは遺跡をめぐりマヤの末裔たちと出会う。カメラマンのデズモンド・シールは「カリブ海、グアテマラ、ベリーズ、メキシコと辺境を巡る旅は雨続きだった」と表現している。